# Joshua Tree Nemzeti Park
A Joshua Tree Nemzeti Park az Amerikai Egyesült Államokban van, Kalifornia állam területén. A nemzeti park 1 974 363 hektáron terül el, legmagasabb pontja a Key's View (1580 m).

## Története
A Joshua Tree Parkot 1936. augusztus 10-én alapították és 1994-ben nyilvánították nemzeti parkká.

## Domborzata, és természet földrajza

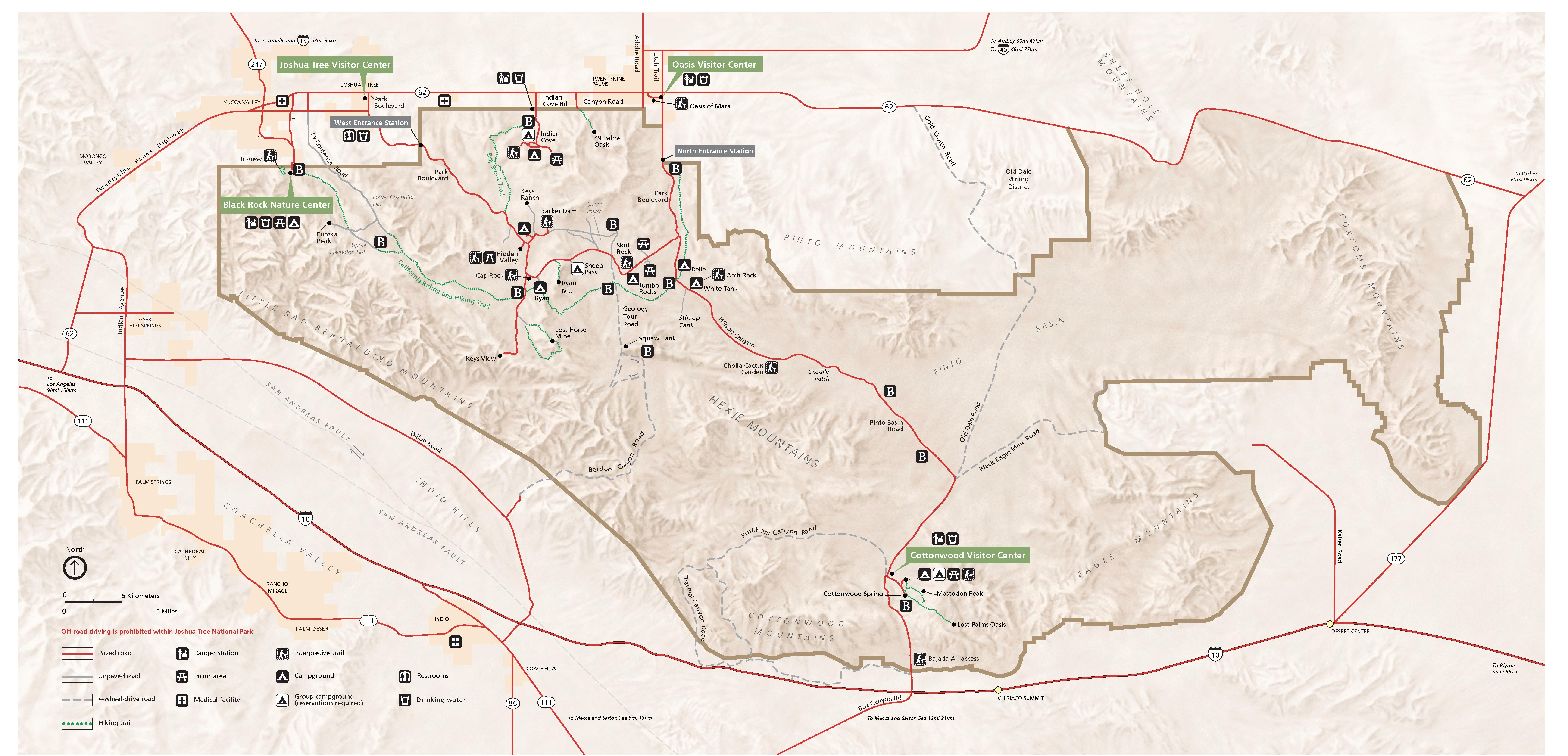
A Joshua Tree Nemzeti Park térképe

A Joshua Tree (Jozsué-pálmaliliom) Nemzeti Park kétféle sivatagtípust foglal magába: a Colorado-sivatagot (másként Colorado-fennsík, a park alacsonyan fekvő, forró, száraz keleti része), ami a Sonora-sivataghoz tartozik és a Mojave-sivatagot (a magasabb, hűvösebb, nedvesebb nyugati részen). 
A terület ismert lebilincselő geológiai képződményeiről, így különös gránitgömbökről és gyönyörű eróziós legyezőkről, a park festői hely továbbá a meteorzáporok megtekintésére is.

## Növényvilága
A Mojave-sivatagban olyan speciális klíma alakult ki, mely igen kedvező életkörülményeket nyújt a park névadóinak, a krémszínű virágokat hozó Joshua-fáknak (Yucca brevifolia), így egész erdőket alkotva tenyészik a parkban. Ez a fafajta csak itt, ezen a területen él meg, nevét pedig különleges kereszt formájáról kapta. A Joshua Fák Ligete a park egyik fő vonzereje. 
1220 méter magasban hűvös, borókával benőtt kanyonok vannak. A Coloradóban elsősorban kreozotcserje, okotillo és a hatalmasra megnövő cholla-kaktusz, melyet mackó-kaktusznak is neveznek. Távolról ártatlannak tűnő külseje amúgy nagyon erős, kampós végű tüskéket rejt, mely még a cipőtalpat is könnyen átszúrja, és ha beleakad az ember bőrébe, kígyómaráshoz hasonló fájdalmat okoz, nehezen eltávolítható és még ezután is sokáig nagyon fáj.

## Állatvilága
A park hat legyezőpálma-oázisa gazdag állatvilágnak ad otthont, főként különböző vándorló amerikai poszátafajoknak. A csendes-óceáni repülési útvonal jelentős részeként a Joshua Tree Parkot más-más madárfajok látogatják télen és nyáron, míg az állandó fajok közé tartoznak a gyalogkakukkok, a selymesmadarak, az aranycinegék, a kaktusz- és a kövi ökörszemek, az üregi bagoly, a Le Conte-gezerigó, a Gambel-fogasfürj és a prérisólyom.
A parkban láthatók még kanadai vadjuhok, csörgőkígyók, vörös hiúzok, kaliforniai szamárnyulak, kengurupatkányok, madárpókok, skorpiók és valóságos felhőket alkotó vándorlepkék.

## Egyéb látnivalók
A park sziklafestményeket és mintegy ötszáz régészeti helyet is véd, köztük ötezer évre visszanyúló emberi településeket, többek közt  a piton, chemehuevi és a cahuilla népcsoportokét.
A legközelebbi város Twentynine Palms, amely háromórányira fekszik Los Angelestől.

## Turizmus
A parkot átszelő, elképesztő szín- és formavilágú, hatalmas, kavics-simaságú sziklák között vezető jó minőségű autóút, és kora tavasszal a nyíló virágok látványa kényezteti az ide utazók érzékeit. A sziklák közül sokat el is neveztek: a Jumbo Rock elefántot, a Skull Rock pedig koponyát formáz.
A parkon belül kisebb körutakat is lehet tenni, a főbb látványosságokat pedig táblákkal jelölik, nehogy bármiről is lemaradjunk. Joshua-fákkal szegélyezett út vezet a majdnem 1600 méteres magasságban lévő Keys View kilátóhoz, ahonnan a mesés Coachella-völgyre nyílik kilátás, jó időben pedig a coloradói Salton-tóig is ellátni.
A park látványos terepe a motoros- és gyalogtúráknak. A műút mellett több száz mérföldnyi földút is át- meg átszeli a park területét, ahol akár dzsippel, akár lóháton vagy gyalogosan is bejárható a terület. A park gyönyörű táborhelyekkel, a környéken sok vendégházzal és hotellel várja látogatóit.
A park területén elkerített tanösvények is találhatók, például az a tanösvény, amit a cholla-kaktusz különböző életciklusainak bemutatására hoztak létre.

## Képgaléria

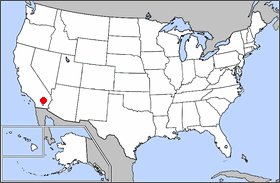
A nemzeti park fekvése az USA-ban
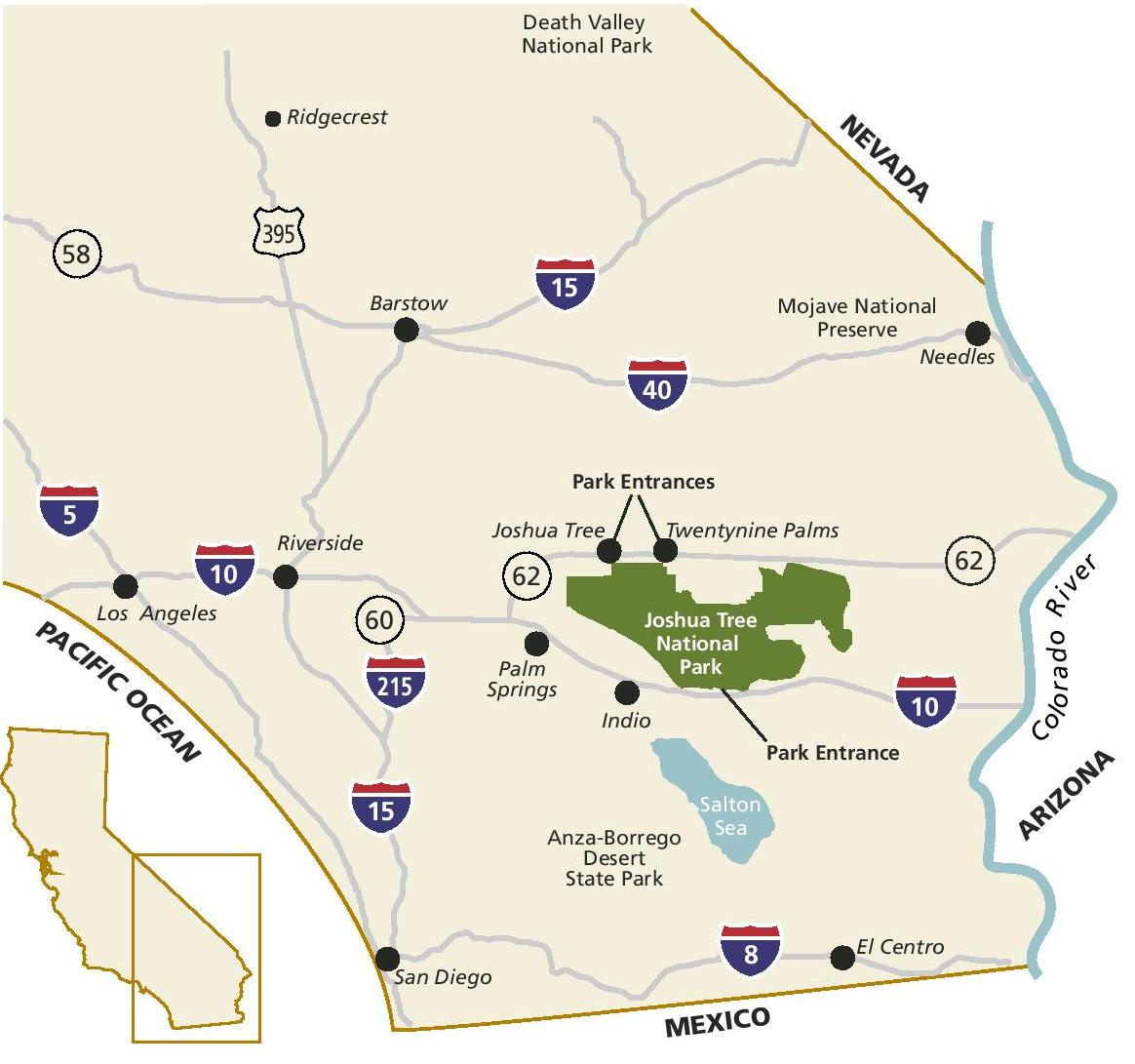
A nemzeti park fekvése Kaliforniában
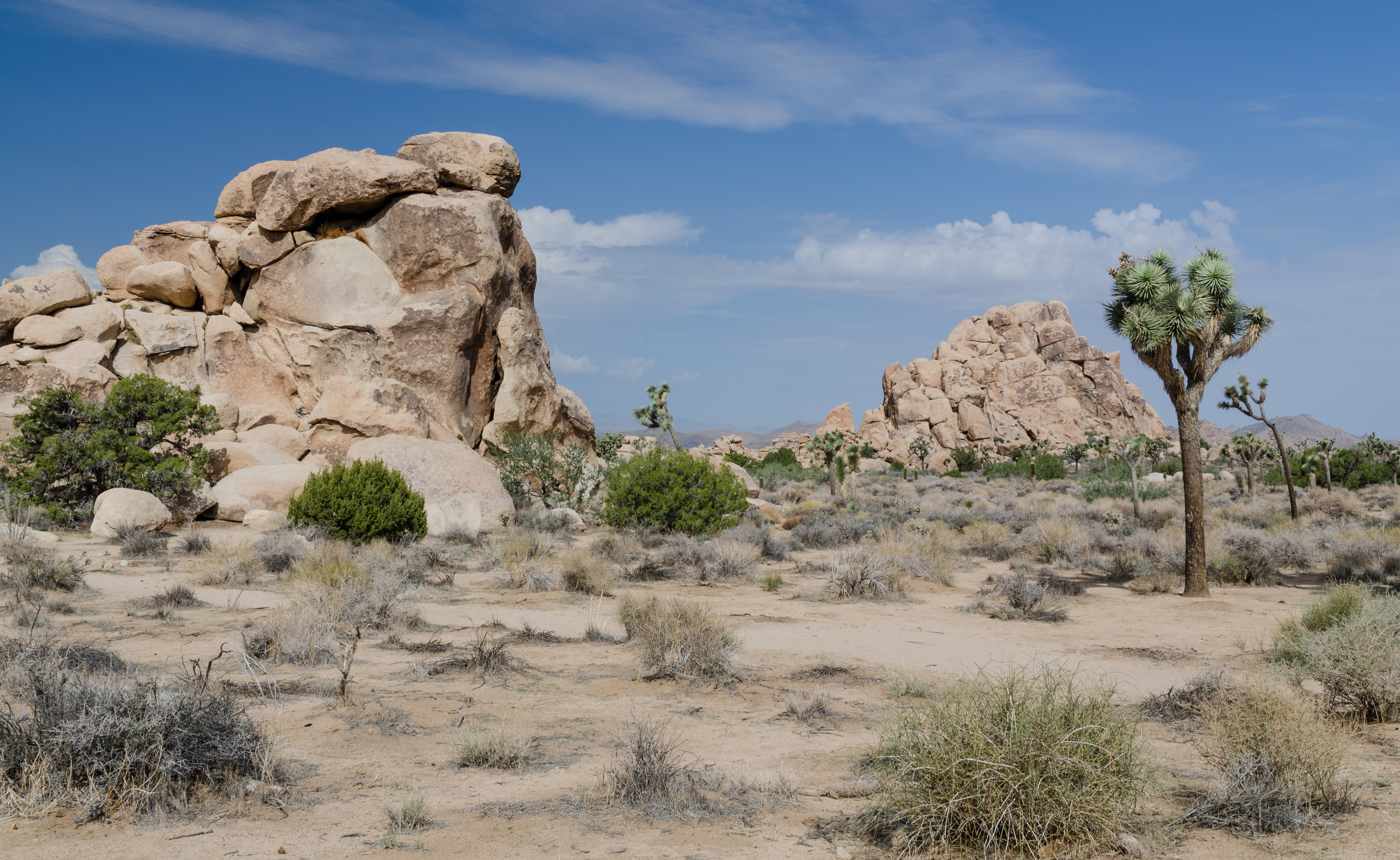
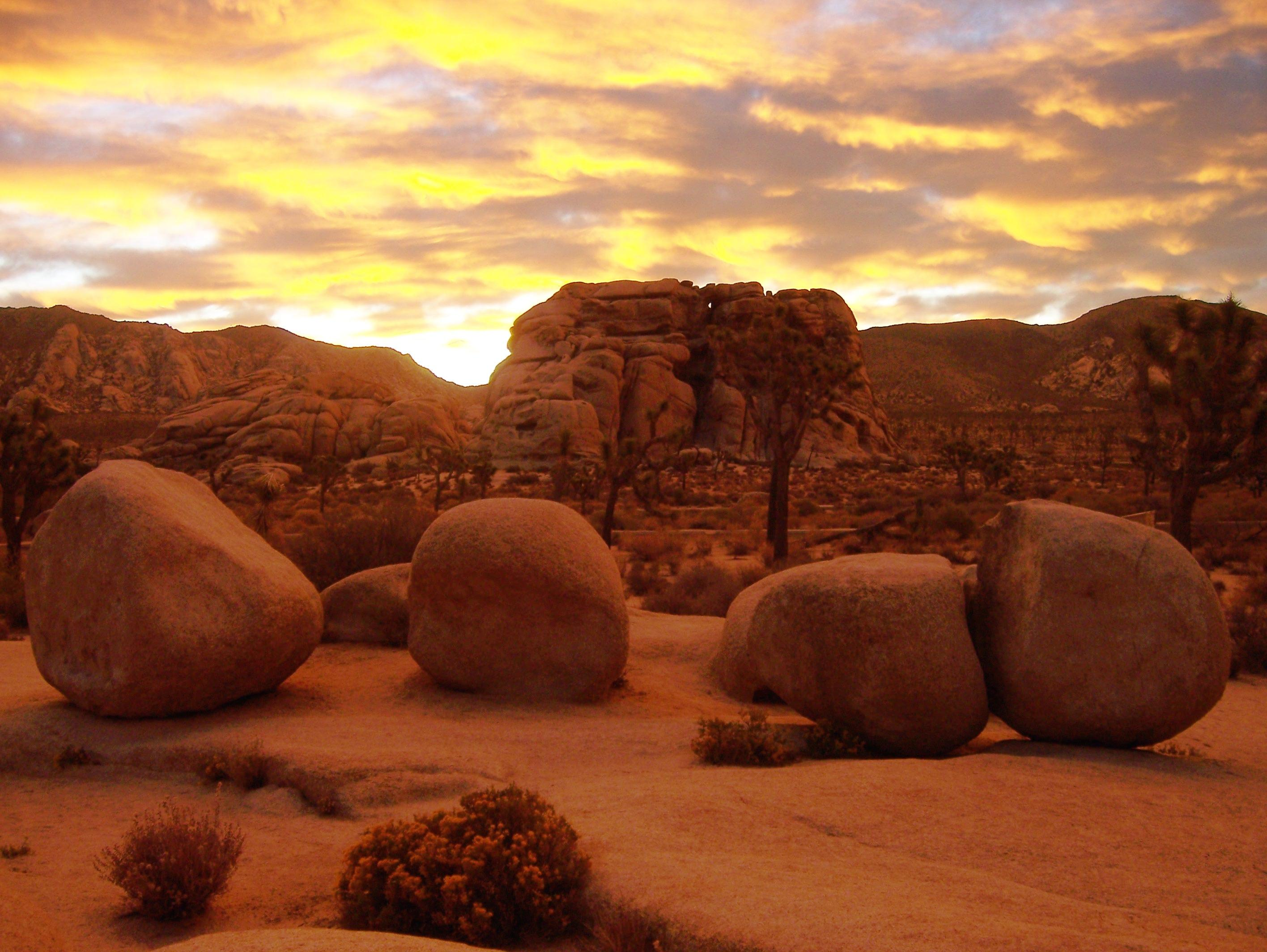
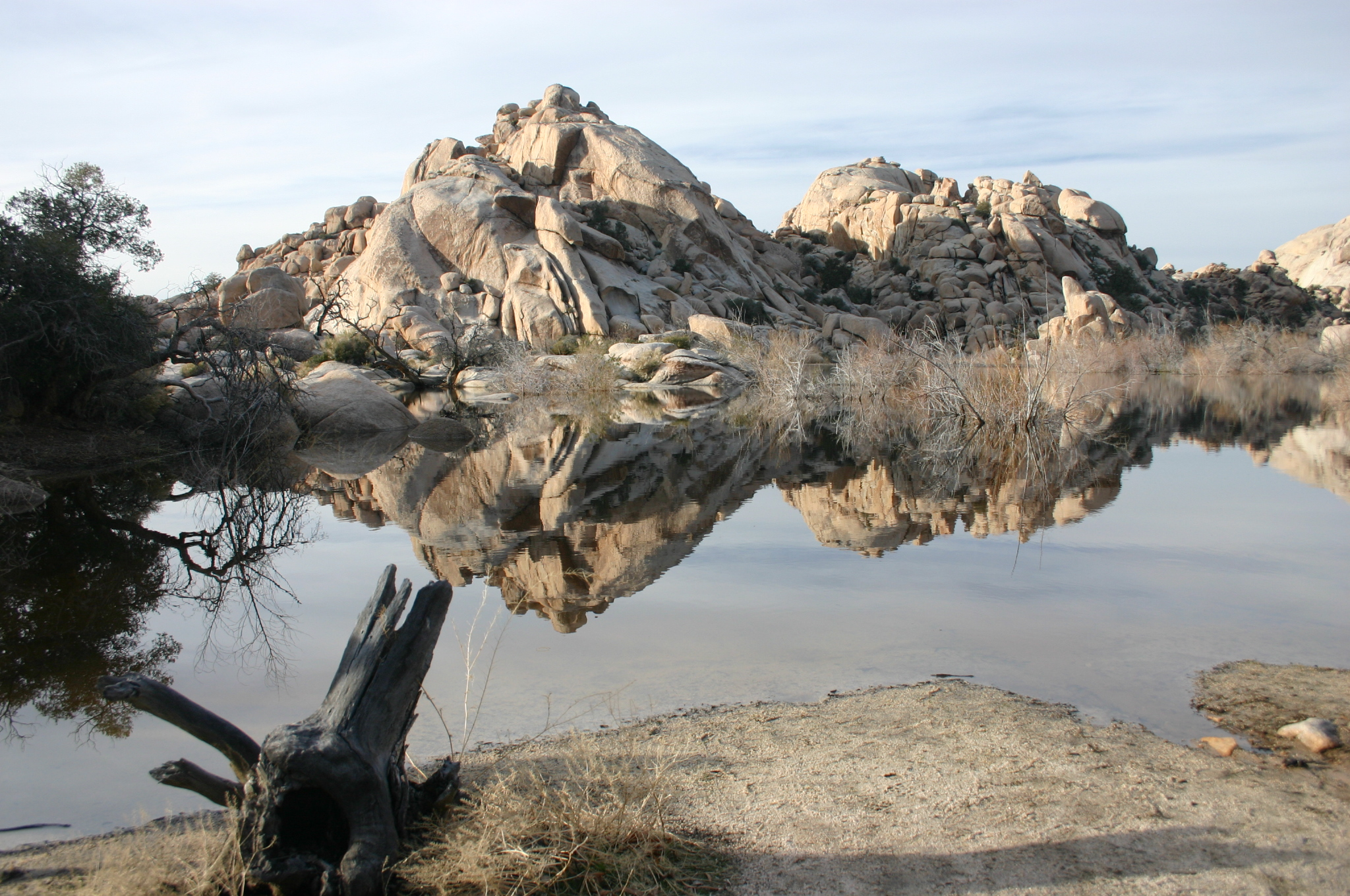
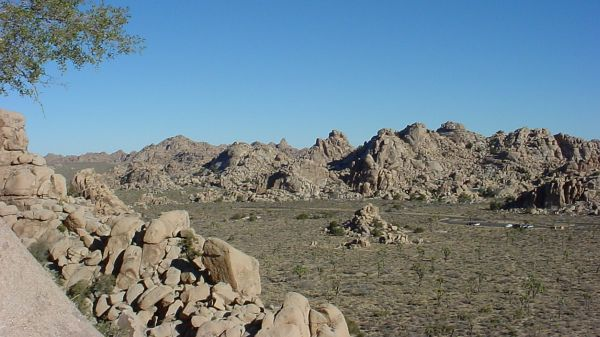
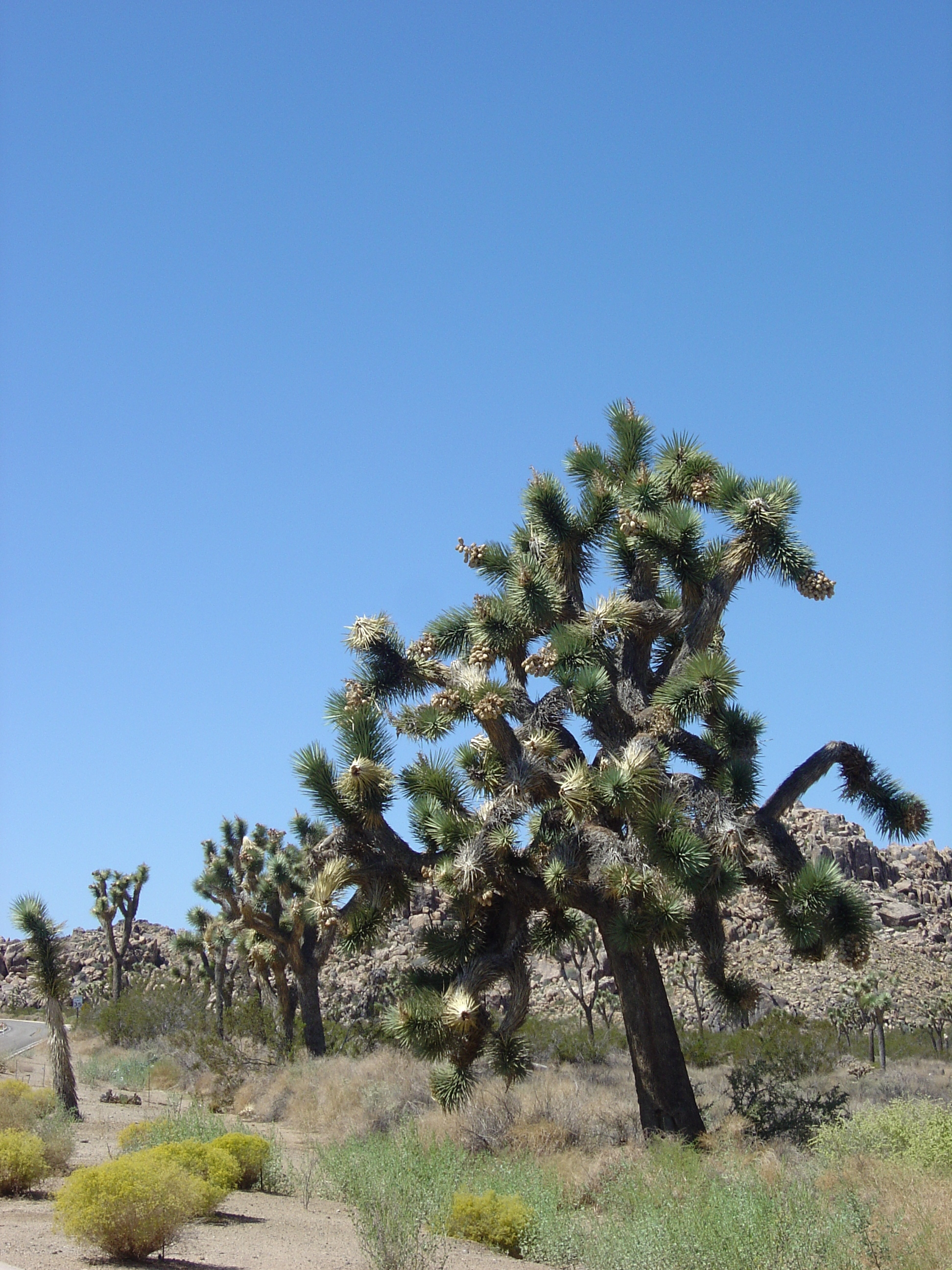
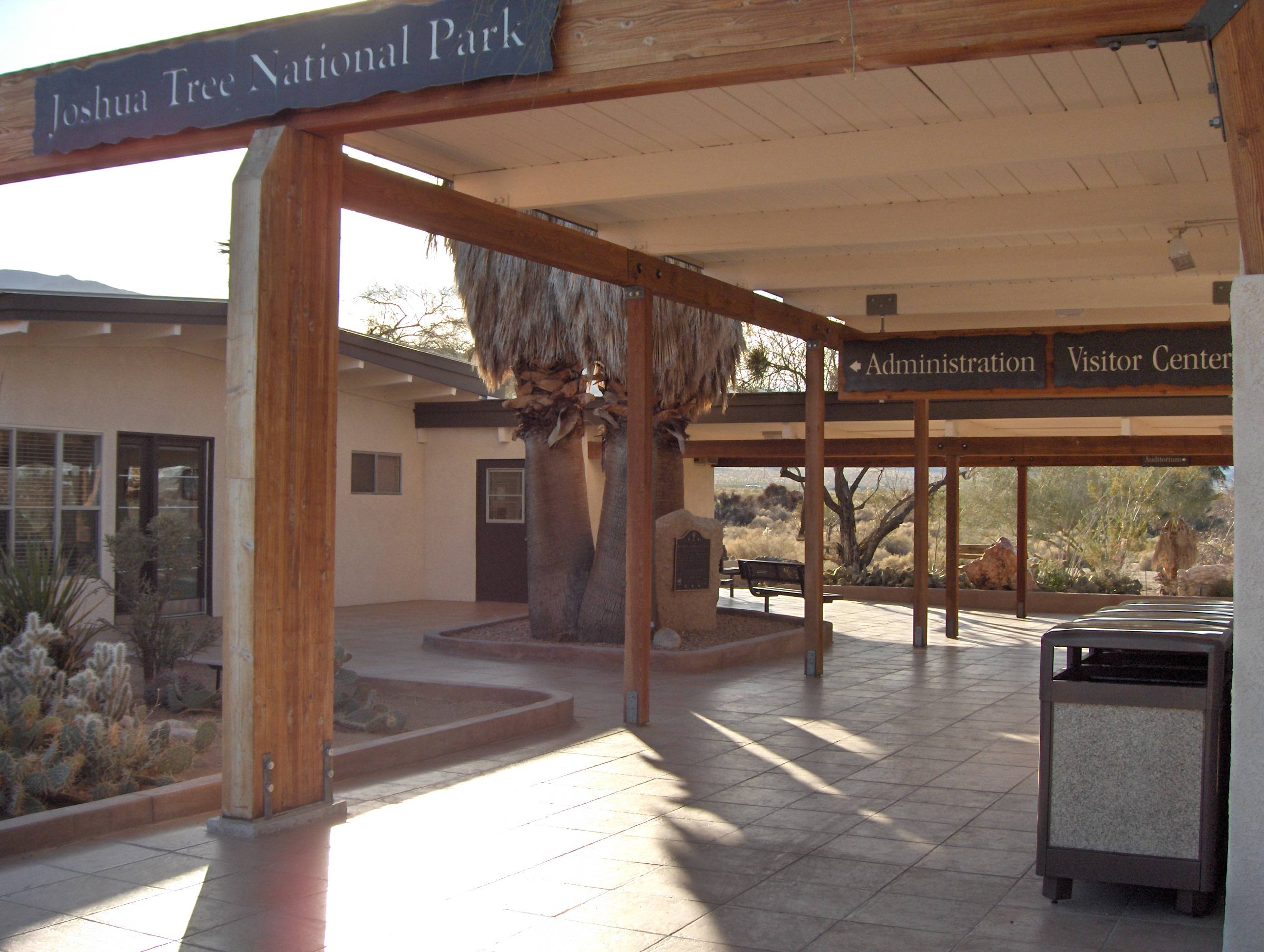
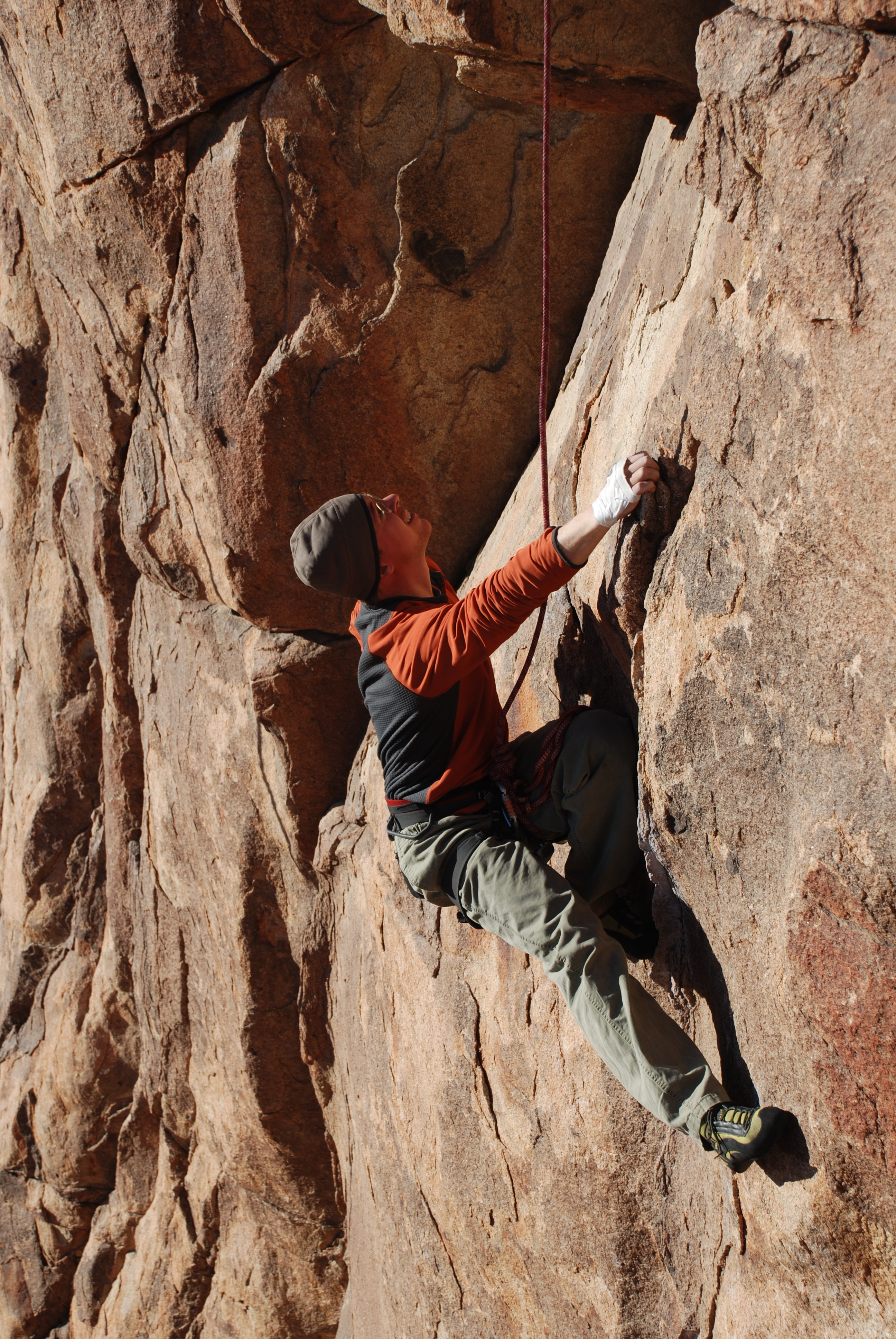